# Kōhei Uchida
Kōhei Uchida (jap. 内田 航平, Uchida Kōhei; * 19. Mai 1993 in Honjō, Präfektur Saitama) ist ein japanischer Fußballspieler.

## Karriere
Kōhei Uchida erlernte das Fußballspielen in der Schulmannschaft der Fukaya Shochi High School. Seinen ersten Vertrag unterschrieb er 2012 bei Mito Hollyhock. Der Verein aus Mito, einer Stadt in der Präfektur Ibaraki auf Honshū, der Hauptinsel von Japan, spielte in der zweiten Liga, der J2 League. Bis Ende 2017 absolvierte er 150 Zweitligaspiele für Mito. 2018 wechselte er zum Ligakonkurrenten Tokushima Vortis nach Tokushima. Mit Vortis feierte er 2020 die Zweitligameisterschaft und den Aufstieg in die erste Liga. Nach nur einer Saison musste er mit Vortis als Tabellensiebzehnter wieder in die zweite Liga absteigen.

## Erfolge
Tokushima Vortis
- Japanischer Zweitligameister: 2020  ▲